# 日本オリーブオイルソムリエ協会
日本オリーブオイルソムリエ協会（にほんオリーブオイルソムリエきょうかい）、英称：The Olive Oil Sommelier Association of Japan）は、日本における健全なオリーブオイル市場の形成を目指し、消費者やユーザーにオリーブオイルの啓蒙普及を行う民間団体。その設立に当たり、オリーブ及びオリーブオイルの生産者や流通業者、及び生産国の政府団体から一切の資金的援助を受けずに設立された独立した中立の第三者機関である。

## 概説
日本オリーブオイルソムリエ協会は、任意団体として2005年に創立された。創立の目的は、日本においてオリーブオイルの品質に関する品質規格の詳細が適切に法制化されておらず、消費者が商品の品質偽装や虚偽表示にさらされるリスクが高いこと、またオリーブオイルの消費量が飛躍的に拡大している状況があることなどから、消費者保護の立場から、生産者や流通業者から独立した中立公正な立場からオリーブオイルの品質を評価し、また最適な商品選びや活用法といった情報を提供できるオリーブオイルの専門家を養成するために創立された。
2009年には、専門家としてのオリーブオイルソムリエ養成プログラムを広く一般向けに開放し、プログラムの充実も図ったことから一般社団法人として法人設立された。

### 中立・独立の第三者機関
オリーブオイルに関する正確で公正な情報を消費者やユーザーに提供する第三者機関として日本オリーブオイルソムリエ協会が存立するために、その定款及び会則により、日本オリーブオイルソムリエ協会は、オリーブオイル製品の販売を一切行わず、また営利目的にオリーブオイル製品を輸入したり、輸出したりすることを行わないことが定められている。基本的に教材で使用するオリーブオイル製品も、市中等で有償で購入するなど、その中立性の管理は徹底している。

## 名称・商標
「日本オリーブオイルソムリエ協会」という名称の使用は、ワインにおけるソムリエが『レストランで、客の相談にのってワインを選び、サービスをする専門職』 であることから転じて、オリーブオイルでも消費者の求めに応じてレストランや量販店、百貨店等の店頭でオリーブオイルの選択や活用法についてアドバイスを行うことができる専門職を専門家として表象するにふさわしいとして命名されたとされている。
商標
「日本オリーブオイルソムリエ協会」という名称は、日本オリーブオイルソムリエ協会が一般社団法人として設立された際に商標登録されている。
その他の商標
その他の日本オリーブオイルソムリエ協会関連の商標として、その民間資格の呼称であるオリーブオイルソムリエ、及び協会が主催者となって開催するオリーブオイルの国際コンテスト及びイベント呼称であるOLIVE JAPAN などがある。

## 日本オリーブオイルソムリエ協会の沿革
- 2005年（平成17年）1月 - 東京都中央区にて任意団体として創設
- 2009年（平成21年）7月 - 一般社団法人として法人化設立
- 2012年（平成24年）4月 - 第1回OLIVE JAPAN国際オリーブオイルコンテスト開催
- 2014年（昭和26年）4月 - OLIVE JAPAN第1回国際オリーブオイルソムリエコンクール開催

## 国外のオリーブオイル関連団体、機関との協力関係
日本オリーブオイルソムリエ協会は、その中立性独立性を担保するために、その運営費については第三者から一切の経済的な支援を受けず、民間資格であるオリーブオイルソムリエ養成コースの講座受講料によって賄われている。但し、オリーブオイルの品質技術情報については、民間の国際機関「Extra Virgin Alliance」 に創始メンバーとして参画するほか、国内最大の産地である香川県農業試験場小豆オリーブ研究所などと連携する。また協会が開催する国際イベントであるOLIVE JAPANにおいては、オリーブオイルを生産する主要各国の在外公館や国内生産地自治体などの後援を受けている。

## オリーブオイルソムリエ資格養成プログラム
2005年創設以降、民間資格の養成プログラムを実施する。
認定を受けるとそれぞれ規定デザインのバッジ（オリーブオイルソムリエ、マスターオリーブオイルソムリエのみ）が授与され、資格者として着用することが許される。
マスターオリーブオイルソムリエ資格
オリーブオイルソムリエ資格者だけが受講できるソムリエマスターコースの受講を修了し、規定の資格試験に合格した者に認定される。なお、マスターオリーブオイルソムリエ資格は、毎年規定の技術試験等を合格した者だけがその資格を更新できる。
オリーブオイルソムリエ資格
ジュニアオリーブオイルソムリエ資格者だけが受講できるオリーブオイルソムリエコースの受講を修了し、規定の資格試験に合格した者に認定される。
ジュニアオリーブオイルソムリエ資格
ジュニアオリーブオイルソムリエコースの受講を修了した者に認定される。
上記以外にも、オリーブオイルの普及に功績のあった人物などに授与される「名誉オリーブオイルソムリエ」の称号がある。

## 日本のオリーブオイルソムリエ資格者
日本オリーブオイルソムリエ協会の認定資格（民間資格）保有者は、2016年12月現在、ジュニアオリーブオイルソムリエは約1450名、オリーブオイルソムリエは約500名、マスターオリーブオイルソムリエは19名と公表されている。
資格保有者のうち、主な著名人は以下の通り。
- マスターオリーブオイルソムリエ
  - 神宮司治
- オリーブオイルソムリエ
  - 土上明子
  - 大野タカシ
  - 前田啓介
  - 中西テツ
  - 三田美奈子
  - 今野要子
- ジュニアオリーブオイルソムリエ
  - 道端カレン
  - 浅野まみこ
  - 高遠智子
  - 天野友江
  - 依布サラサ